# Хесус Гарай
Хесус Гарай Весіно (ісп. Jesús Garay Vecino, 10 вересня 1930, Більбао — 10 лютого 1995, Більбао) — іспанський футболіст, що грав на позиції захисника. По завершенні ігрової кар'єри — тренер.
Виступав, зокрема, за клуби «Атлетік Більбао» та «Барселона», а також національну збірну Іспанії.
Чемпіон Іспанії. Чотириразовий володар Кубка Іспанії з футболу.

## Спортивна кар'єра
У дорослому футболі дебютував 1949 року виступами за команду клубу «Ерандіо», в якій провів один сезон.
Своєю грою за цю команду привернув увагу представників тренерського штабу клубу «Атлетік Більбао», до складу якого приєднався 1950 року. Відіграв за клуб з Більбао наступні десять сезонів своєї ігрової кар'єри. Більшість часу, проведеного у складі «Атлетика», був основним гравцем захисту команди. За цей час виборов титул чемпіона Іспанії.
1960 року уклав контракт з клубом «Барселона», у складі якого провів наступні п'ять років своєї кар'єри гравця.
Завершив професійну ігрову кар'єру у клубі «Малага», за команду якого виступав протягом 1965—1966 років.
1953 року дебютував в офіційних матчах у складі національної збірної Іспанії. Протягом кар'єри у національній команді, яка тривала 8 років, провів у формі головної команди країни 29 матчів.
У складі збірної був учасником чемпіонату світу 1962 року у Чилі.
1979 року очолював тренерський штаб збірної Країни Басків.

## Досягнення
«Атлетік»
- Чемпіон Іспанії (1): 1956
- Володар Кубка Іспанії (3): 1955, 1956, 1958
- Володар Кубка Еви Дуарте (1): 1950
- Фіналіст Латинського куба (1): 1956

«Барселона» 
- Володар Кубка Іспанії (1): 1963
- Фіналіст Кубка чемпіонів (1): 1961
- Фіналіст Кубка ярмарків (1): 1962

## Статистика
Статистика виступів в офіційних матчах:
| Сезон                 | Команда               | Чемпіонат             | Чемпіонат | Чемпіонат | Кубок | Кубок | Єврокубки | Єврокубки | Єврокубки | Збірна | Збірна |
| Сезон                 | Команда               | Ліга                  | Ігри      | Голи      | Ігри  | Голи  |           | Ігри      | Голи      | Ігри   | Голи   |
| --------------------- | --------------------- | --------------------- | --------- | --------- | ----- | ----- | --------- | --------- | --------- | ------ | ------ |
| 1949/50               | «Ерандіо»             | Д-2                   | 30        | 1         | 2     | 0     | —         | —         | —         | —      | —      |
| 1950/51               | «Атлетік»             | Д-1                   | 26        | 1         | 5 2   | 1 0   | —         | —         | —         | —      | —      |
| 1951/52               | «Атлетік»             | Д-1                   | 30        | 0         | 2     | 1     | —         | —         | —         | —      | —      |
| 1952/53               | «Атлетік»             | Д-1                   | 30        | 0         | 7     | 0     | —         | —         | —         | 1      | 0      |
| 1953/54               | «Атлетік»             | Д-1                   | 27        | 1         | 5     | 0     | —         | —         | —         | 1      | 0      |
| 1954/55               | «Атлетік»             | Д-1                   | 8         | 0         | 7     | 0     | —         | —         | —         | 2      | 0      |
| 1955/56               | «Атлетік»             | Д-1                   | 27        | 3         | 7     | 0     | —         | —         | —         | 3      | 0      |
| 1956/57               | «Атлетік»             | Д-1                   | 22        | 0         | 1     | 0     | КЧ        | 6         | 0         | 5      | 1      |
| 1957/58               | «Атлетік»             | Д-1                   | 27        | 2         | 7     | 0     | —         | —         | —         | 5      | 0      |
| 1958/59               | «Атлетік»             | Д-1                   | 10        | 0         | —     | —     | —         | —         | —         | 1      | 0      |
| 1959/60               | «Атлетік»             | Д-1                   | 29        | 0         | 9     | 1     | —         | —         | —         | 9      | 0      |
| Усього за «Атлетік»   | Усього за «Атлетік»   | Усього за «Атлетік»   | 236       | 7         | 52    | 3     |           | 6         | 0         | —      | —      |
| 1960/61               | «Барселона»           | Д-1                   | 25        | 0         | 2     | 0     | КЧ КЯ     | 8 4       | 0         | 1      | 0      |
| 1961/62               | «Барселона»           | Д-1                   | 15        | 2         | 2     | 0     | КЯ        | 7         | 0         | 1      | 0      |
| 1962/63               | «Барселона»           | Д-1                   | 28        | 0         | 4     | 0     | КЯ        | 4         | 0         | —      | —      |
| 1963/64               | «Барселона»           | Д-1                   | 2         | 1         | —     | —     | КК        | 1         | 0         | —      | —      |
| 1964/65               | «Барселона»           | Д-1                   | 19        | 0         | 1     | 0     | КЯ        | 4         | 0         | —      | —      |
| Усього за «Барселону» | Усього за «Барселону» | Усього за «Барселону» | 89        | 3         | 9     | 0     |           | 28        | 0         | —      | —      |
| 1965/66               | «Малага»              | Д-1                   | 16        | 0         | 3     | 0     | —         | —         | —         | —      | —      |
| Усього за кар'єру     | Усього за кар'єру     | Д-1 Д-2               | 341 30    | 10 1      | 66    | 3     |           | 34        | 0         | 29     | 1      |